# Фредга, Арне
А́рне Фре́дга (швед. Arne Fredga; 18 июля 1902, Уппсала — 25 января 1992) — шведский химик-органик, профессор Упсальского университета.
В 1943 году он был избран членом Королевской академии наук и в 1944 году стал членом Нобелевского комитета по химии.